# Syngonanthus harleyi
Syngonanthus harleyi là một loài thực vật có hoa trong họ Eriocaulaceae. Loài này được Moldenke miêu tả khoa học đầu tiên năm 1975.